# Acutaspis litorana
Acutaspis litorana (лат.) — вид полужесткокрылых насекомых-кокцид рода Acutaspis из семейства щитовки (Diaspididae).

## Распространение
Южная Америка: Бразилия.

## Описание
Мелкие щитовки, диаметр взрослых самок около 2 мм, форма тела округлая; основная окраска темно-коричневая. 
Питаются соками таких аронниковых растений, как Anthurium andreanum (Ароидные, Araceae).
Таксон Acutaspis litorana включён в состав рода Acutaspis вместе с таксонами A. albopicta, A. aliena, A. oliveirae, A. paulista, A. perseae, A. scutiformis, A. umbonifera, A. ramirezi, A. reniformis, A. subnigra, A. tingi.